# Ли Юйган
Ли Юйган (кит. трад. 李玉剛, упр. 李玉刚, пиньинь Lǐ Yù Gāng) (род. 23 июля 1978, Гунчжулин, Гирин, КНР) — китайский артист, исполнитель ролей женского амплуа «хуадань» («девушка в пёстром наряде») пекинской оперы. Солист Китайского театра оперы и танца, государственный артист высшей категории (кит. упр. 国家一级演员, палл. гоцзя ицзи яньюань).

## Биография
Ли Юйган родился 23 июля 1978 года в городе Гунчжулин провинции Цзилинь на северо-востоке Китая.
Известность пришла к певцу в 2006 году после участия в телепрограмме для талантливых, но малоизвестных исполнителей «Путь звезды».
Ли Юйган исполняет женские роли традиционного для пекинской оперы амплуа «хуадань» в стиле мастера Мэй Ланьфана.
В 2008 году принял участие в работе над песней «Пекин приветствует вас», которая была приурочена к 100-дневному обратному отсчету до начала Летних Олимпийских игр 2008 года.
В июле 2009 года дал концерты в Сиднейском оперном театре.

## Оценки творчества
Ли Юйган в своем творчестве смешивает традиции современной поп-культуры и традиции пекинской оперы, что вызывает как положительные, так и отрицательные отзывы.
Сторонники говорят о развитии Пекинской оперы в новых условиях, а также о том, что так можно добиться большей популяризации искусства.
Противники говорят о том, что используемые Ли Юйганом новые формы танца не отвечают традициям пекинской оперы.